# Ichneumon heterodon
Ichneumon heterodon är en stekelart som beskrevs av Heinrich 1961. Ichneumon heterodon ingår i släktet Ichneumon och familjen brokparasitsteklar. Inga underarter finns listade i Catalogue of Life.